# 初戀 (1996年電視劇)
《初戀》（韓語：첫사랑）是韓國KBS電視台於1996年9月7日首播的週末連續劇。1997年4月20日播出最終回，創下高達65.8％的收視率，為韓國電視史上最高，至今仍未能打破。故事講述1970-1990年代的韓國，燦赫、燦宇兩兄弟和曉京之間的初戀愛情故事，其中更穿插韓國社會在這20年間的轉變。

## 演員陣容

### 主要人物
| 演員                    | 角色   | 介紹 |
| 崔秀宗 （少年：高東炫） | 成燦赫 | 電影院的招牌畫家成德培的長子，承襲了父親繪畫的才華。 |
| 裴勇俊 （少年：楊碩勇） | 成燦宇 | 燦赫的弟弟，天資聰穎，屢屢獲得學業成績優良獎狀。轉學的第一天，看到副班長曉京，就喜歡上了她。生病時曉京來探望他，但害羞內向的他卻選擇逃避。知道曉京喜歡燦赫後自暴自棄，高中時與一票損友廝混，甚至飆車、抽煙、打架。有一天帶著朋友混進電影院看免費電影，和坐在前排的警方高層親屬起衝突甚至毆打對方而被關進警局，使其父處境艱難。 |
| 李丞涓 （少年：鄭珝）   | 李曉京 | 作爲電影院主人家的獨生女，人氣很高，心地善良。來探望燦宇，偶然看到燦赫的畫，就喜歡上了燦赫。高考失敗，復讀入學後，在錫振的幫助下與燦赫相遇，但之後聽到燦赫因肇事者逃逸事故死亡的消息後，便前往巴黎留學。後來回國，得知燦赫還活着，被成爲畫家的燦赫嚇了一跳。                                                                   |
| 朴相元                  | 江錫振 | 大明集團全美子會長的兒子，在法國名門建築學校就讀的單身英才。 |

### 燦赫家
| 演員                    | 角色   | 介紹 |
| 金仁文                  | 成德培 | 燦玉、燦赫、燦宇姊弟的爸爸，劇場的招牌畫工主任。被劇場辭退後，他回到首爾，繼續從事路邊小吃攤、裱糊等工作。                                                   |
| 宋彩歡 （少年：趙敏京） | 成燦玉 | 燦赫、燦宇的姊姊。有些語言障礙，心地純真的人。因為母親過世得早，小小年紀就姊代母職，燒飯洗衣操持家務。偶然被正男的吉他和歌聲吸引了，最後和他結婚並育有子女。 |
| 孫賢周                  | 趙正男 | 燦玉的丈夫，地下娛樂場所歌手。輾轉於夜總會後，開設趙正男音樂教室，教授學員們唱歌。                                                                           |

### 曉京家
| 演員   | 角色   | 介紹 |
| 趙卿煥 | 李在河 | 電影院老闆及曉京之父，事業手腕高明，在全會長的幫助下，他回到首爾，在擴大事業版圖的過程中獲得了成功，熱愛女兒曉京，也是給燦赫及其家人帶來不幸的人物。 |
| 尹美羅 | 宋女士 | 在河的妻子，曉京的母親，非常疼愛弟弟，即使埋怨弟弟王基，也要偷偷幫忙。                                                                               |
| 安承勋 | 宋王基 | 宋女士的弟弟，本劇的大反派，4次前科犯，組織社區內的小混混，形成一股勢力。作爲在河的右臂，在折磨燦宇家人的惡行上打頭陣。                              |

### 錫振家
| 演員   | 角色   | 介紹                                                                                           |
| 全洋子 | 全美子 | 大明集團總裁，錫振，錫姬的媽媽。                                                               |
| 崔志宇 | 江錫姬 | 美子的女兒，擁有出衆的美貌，才貌兼備的才女記者，明知燦宇是在不幸的環境中成長，但仍繼續關心他。 |

### 其他人物
| 演員                    | 角色   | 介紹 |
| 李惠英 （少年：韓寶嵐） | 朴信子 | 燦赫的鄰家小妹。喜歡燦赫也與燦玉親近。因為患了肺病，媽媽讓她停學在家休養，正好燦赫一家搬到巷內對面成了鄰居。                                                                     |
| 裴道煥 （少年：朴政陞） | 吳東八 | 燦赫的朋友。起初欺負轉學的燦赫，但最終變得親近，成爲有義氣的男人，後來，他回到首爾，在叔叔所在的飯店當廚師，並和秀珍結婚。                                                       |
| 羅漢一                  | 羅成日 | casino賭場上的實力派，在Pachinko工作時發現了燦宇的才能後，就把他放在身邊，對事業有先見之明和判斷力。                                                                             |
| 朴貞洙                  | 楊女士 | 信子的媽媽，寡婦。偷偷出售當時被禁止的洋菸和外國化妝品等維持生計，後來又進入李在河經營的電影院賣場做生意，在信子的提議下，她與電影院中仰慕她的汽車旅館總經理，財力家申社長結婚。 |
| 崔貞苑                  | 李秀珍 | |
| 申貴植                  | 申社長 | 鰥夫，旅店老闆。不僅是用古典方式的情書，也透過照顧劇場店鋪等積極的求愛戰略，努力抓住楊女士的心，最終與楊女士結婚。                                                               |
| 金太祐                  |        | |
| 車太鉉                  |        | 燦宇的朋友－向燦宇推薦做兼職。 |
| 宋慧喬                  | 正雅   | 曉京的課外輔導學生。 |
| 南允貞                  | 李秀珍 | 正雅的媽媽。 |
| 權秉俊                  | 渣子   | |
| 崔載源                  |        | 錫姬的廣播室前輩。 |
| 李哲民                  |        | 東八經營的餐廳職員。 |
| 李周和                  |        | 酒館職員。 |
| 金京應                  | 陳上兵 | 燦赫的軍隊同期。 |
| 黃德載                  |        | 王基手下。 |
| 尹鎮鎬                  |        | 王基手下。 |
| 姜敏錫                  |        | 王基手下。 |
| 李斗日                  |        | 王基手下。 |
| 薛耿求                  |        | 王基手下。 |
| 李周炫                  |        | 王基手下。 |
| 權五賢                  | 高秉泰 | 在河經營的劇院放映部技師。心儀燦玉。 |
| 趙成奎                  |        | 燦宇社區的流氓。 |
| 宋忠元                  |        | 羅成日的秘書。 |
| 楊在原                  |        | 燦宇的秘書。 |
| 李誠庸                  |        | 在河會長的助理。 |
| 李培國                  |        | 在河會長的助理。 |
| 姜京憲                  |        | |
| 申福淑                  |        | |

### 特別出演
| 演員   | 角色   | 介紹                           |
| 李相仁 |        | 與燦宇同社區的居民。           |
| 宋今植 |        | 渣子的手下。                   |
| 田雲   | 江萬熙 | 國會副議長，錫振，錫姬的父親。 |

## 作品的變遷
| 韓國 KBS 週末劇                              | 韓國 KBS 週末劇                     | 韓國 KBS 週末劇 |
| -------------------------------------------- | ----------------------------------- | --------------- |
|                                              | 初戀 （1996.9.7 - 1997.4.20）       |                 |
| 澡堂老闆家的男人們 （1995.11.18 - 1996.9.1） | 一隻青鳥 （1997.4.26 - 1997.11.30） |                 |